# Dexter (singolo)
Dexter è un singolo del rapper italiano Sfera Ebbasta, pubblicato il 10 marzo 2017.

## Descrizione
Prodotto da Charlie Charles e Sick Luke, Dexter è ispirato alla sigla del cartone animato Il laboratorio di Dexter cantata da Cristina D'Avena.

## Tracce
1. Dexter – 2:35

## Classifiche
| Classifica (2017) | Posizione massima |
| ----------------- | ----------------- |
| Italia            | 4                 |